# 1280-1289

## Gebeurtenissen en ontwikkelingen

### Mongoolse Rijk
- 1282 : Mongoolse invasie van Japan.
- 1284 : Arghun wordt de vierde Khan van het Il-kanaat. In 1286, 1287 en 1289 zendt hij drie gezantschappen naar Europa om de christenvorsten over te halen tot een gezamenlijke aanval op de Saracenen.
- 1285 : Mongoolse invasie van Vietnam.
- 1285 : De Gouden Horde valt het Koninkrijk Hongarije binnen.
- 1287 : De Gouden Horde valt het Koninkrijk Polen binnen.
- 1287 : Slag bij Pagan. De Mongolen veroveren het Birmaanse Rijk.
- 1289 : Het Grote Kanaal (China) wordt voltooid.

### Byzantijnse Rijk
- 1282 : Keizer Michaël VIII Palaiologos sterft, hij wordt opgevolgd door zijn zoon Andronikos II Palaiologos.

### Sicilië
- 1281 : De Fransman Paus Martinus IV wordt gekozen tot paus.
- 1282 : Siciliaanse Vespers. De bevolking van Sicilië komt in opstand tegen Karel van Anjou. Peter III van Aragon, die getrouwd is met Constance van Sicilië, de dochter van de vermoorde Manfred van Sicilië eist de troon op. De Franse troepen worden van het eiland verdreven. Anjou houdt stand in het Koninkrijk Napels.
- 1284 : Karel II van Napels, zoon van Karel I, wordt gevangengenomen.
- 1284-1285 : Aragonese Kruistocht. Koning Filips III van Frankrijk moeit zich in de zaak.
- 1285 : Karel I, Peter III, Filips III en paus Martinus sterven.
- 1288 : Verdrag van Canfranc. Door bemiddeling van Eduard I van Engeland komt Karel II vrij. Jacobus II van Aragón wordt koning van Sicilië.

### Engeland
- 1284 : Statuut van Rhuddlan. Wales wordt bij Engeland gevoegd.

### Lage landen
- 1280 : Margaretha II van Vlaanderen sterft, zij wordt opgevolgd door haar zoon Gwijde van Dampierre
- 1283-1288 : Limburgse Successieoorlog. Oorlog tussen Gelre en Brabant.
- 1288 : Na de Slag bij Woeringen (bij Keulen) komt Limburg officieel aan Brabant.
- 1289 : Graaf Floris V van Holland onderwerpt de West-Friezen.

### Levant
- 1289 : Val van Tripoli. Sultan Al-Mansur Qalawun verovert het Graafschap Tripoli.

### Kunst en cultuur
- Jacob van Maerlant schrijft in de jaren 1284-1290 de Spiegel Historiael, een rijmkroniek naar model van de Speculum maius van Vincent de Beauvais.

## Wetenschappen
- De Perzische astronoom Qutb al-Din al-Shirazi schrijft twee belangrijke werken: "De Grens van Volmaaktheid " (1281), met alle kennis over de hemel (Nihayat al-idrak fi dirayat al-aflak), en "De Koninklijke Aanwezigheid " (1284). Beide werken gaan over de beweging van de planeten. Daarin brengt hij een verbeterde theorie van Ptolemaeus naar voren en geeft hij als eerste de goede verklaring van de regenboog. In De Grens van Volmaaktheid bediscussieert hij ook de mogelijkheid van het heliocentrisme, maar in deze tijd mag dit niet luidop gezegd worden.

<< · 1200-1209 · 1210-1219 · 1220-1229 · 1230-1239 · 1240-1249 · 1250-1259 · 1260-1269 · 1270-1279 · 1280-1289 · 1290-1299 · >>